# San Antonio Capetillo
San Antonio Capetillo är en ort i Mexiko.   Den ligger i kommunen Salamanca och delstaten Guanajuato, i den centrala delen av landet, 250 km nordväst om huvudstaden Mexico City. San Antonio Capetillo ligger 1 724 meter över havet och antalet invånare är 111.
Terrängen runt San Antonio Capetillo är kuperad åt nordost, men åt sydväst är den platt. Runt San Antonio Capetillo är det tätbefolkat, med 266 invånare per kvadratkilometer. Närmaste större samhälle är Salamanca, 8,6 km sydväst om San Antonio Capetillo. Trakten runt San Antonio Capetillo består till största delen av jordbruksmark.